# Fehérkontyos rozsdásrigó
A fehérkontyos rozsdásrigó (Cossypha niveicapilla) a madarak (Aves) osztályának verébalakúak (Passeriformes) rendjéhez, ezen belül a légykapófélék (Muscicapidae) családjához tartozó faj.

## Rendszerezése
A fajt Frédéric de Lafresnaye francia ornitológus írta le 1838-ban, a Turdus nembe Turdus niveicapilla néven.

## Előfordulása
Afrika nyugati és középső részén, Angola, Benin, Bissau-Guinea, Burkina Faso, Burundi, Csád, Dél-Szudán, Elefántcsontpart, Etiópia, Gabon, Gambia, Ghána, Guinea, Kamerun, a Kongói Köztársaság, a Kongói Demokratikus Köztársaság, a Közép-afrikai Köztársaság, Libéria, Mali, Niger, Nigéria, Ruanda, Szenegál, Sierra Leone, Szudán, Tanzánia, Togo és Uganda területén honos.
Természetes élőhelyei a szubtrópusi és trópusi síkvidéki esőerdők, mangroveerdők, száraz erdők, szavannák és cserjések, valamint másodlagos erdők és vidéki kertek. Állandó, nem vonuló faj.

## Megjelenése
Testhossza 22 centiméter, testtömege 34-45 gramm.
|  |

## Természetvédelmi helyzete
Az elterjedési területe rendkívül nagy, egyedszáma pedig stabilt. A Természetvédelmi Világszövetség Vörös listáján nem fenyegetett fajként szerepel.